# Sturmioidea
Sturmioidea is een superfamilie van springstaarten en telt 2 beschreven soorten.

## Taxonomie
- Familie Sturmiidae - Bretfeld, 1994